# گل آفتابی
گل آفتابی (نام علمی: Cistus)، شبه رز نام یک سرده از تیره گل‌آفتابیان است. درختچه‌ای کوتاه یا متوسط با هجده گونه که بومی نواحی مدیترانه‌ای هستند و از قدیم در باغبانی به کار می‌رفته‌اند؛ این سرده دارای تعدادی گیاه دوررگهٔ باغی است که در نواحی گرم و اغلب در باغ‌های صخره‌ای کشت می‌شوند.

## نگارخانه

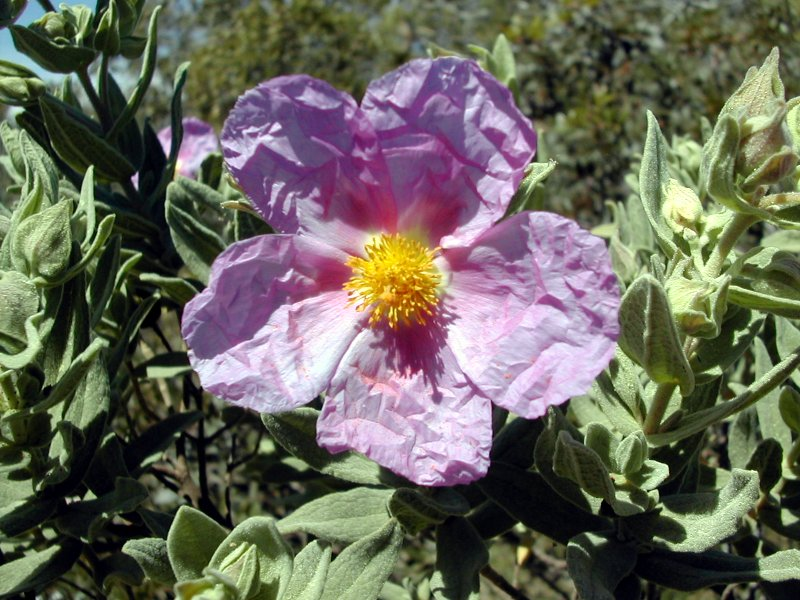
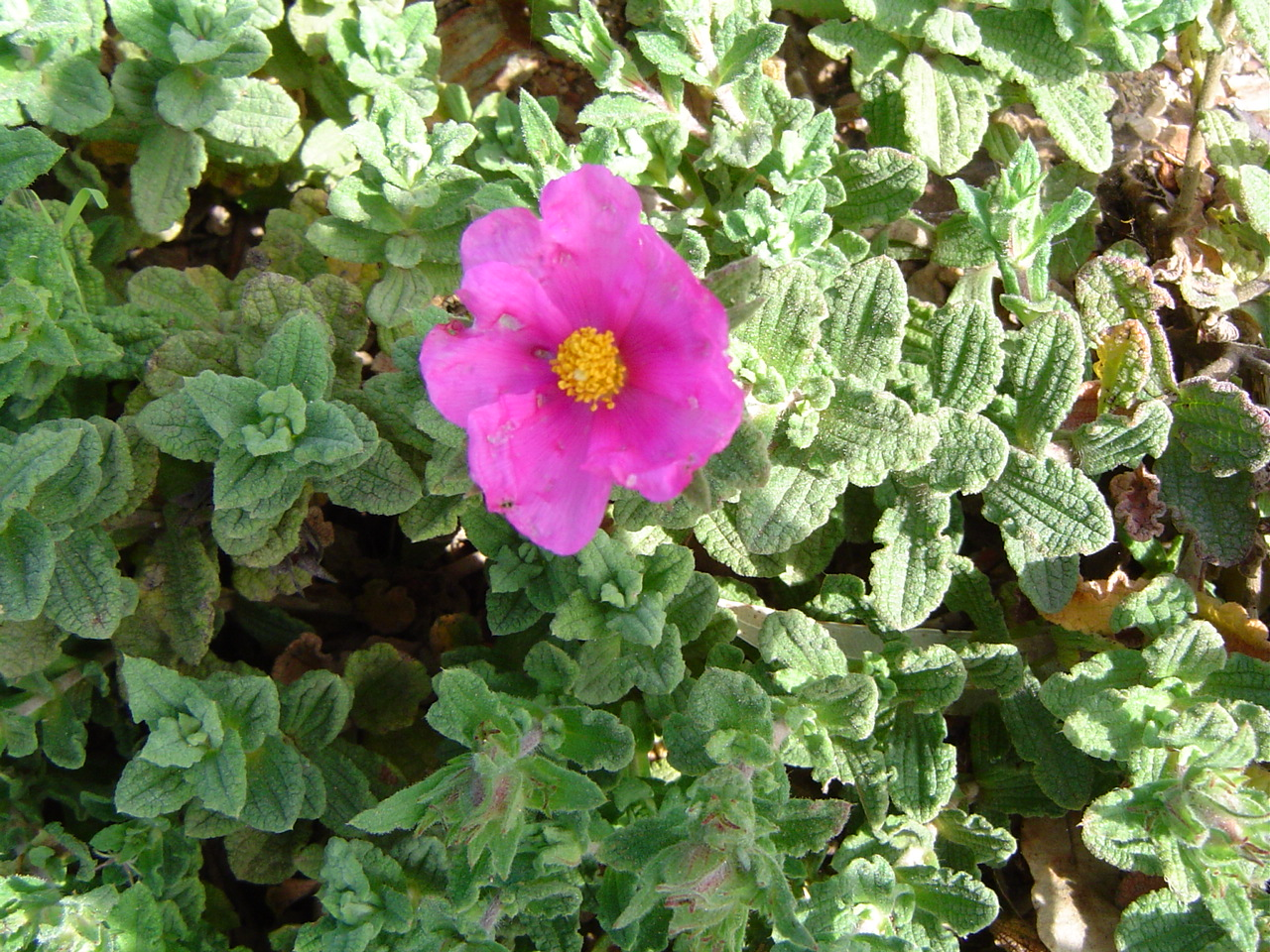
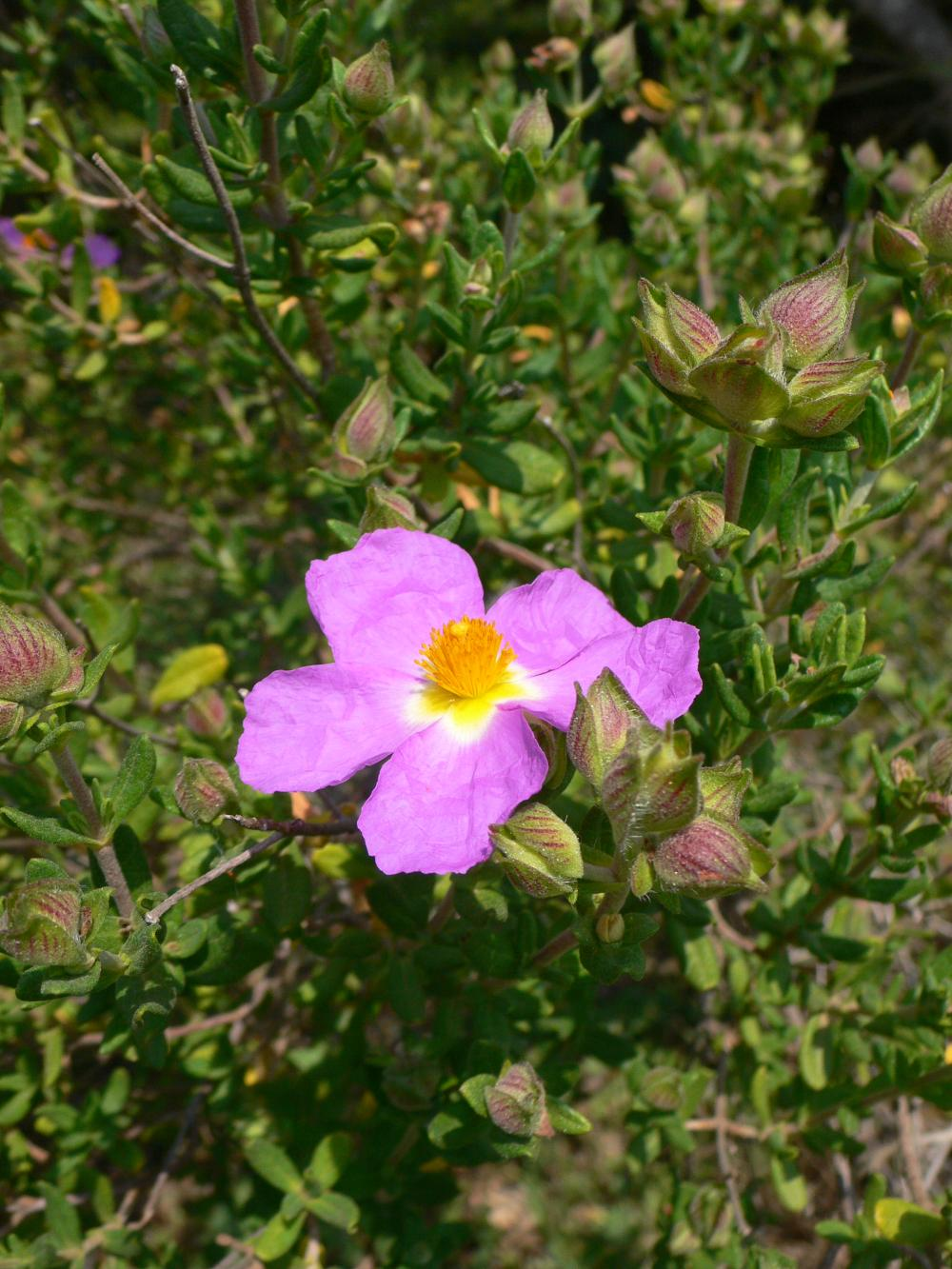
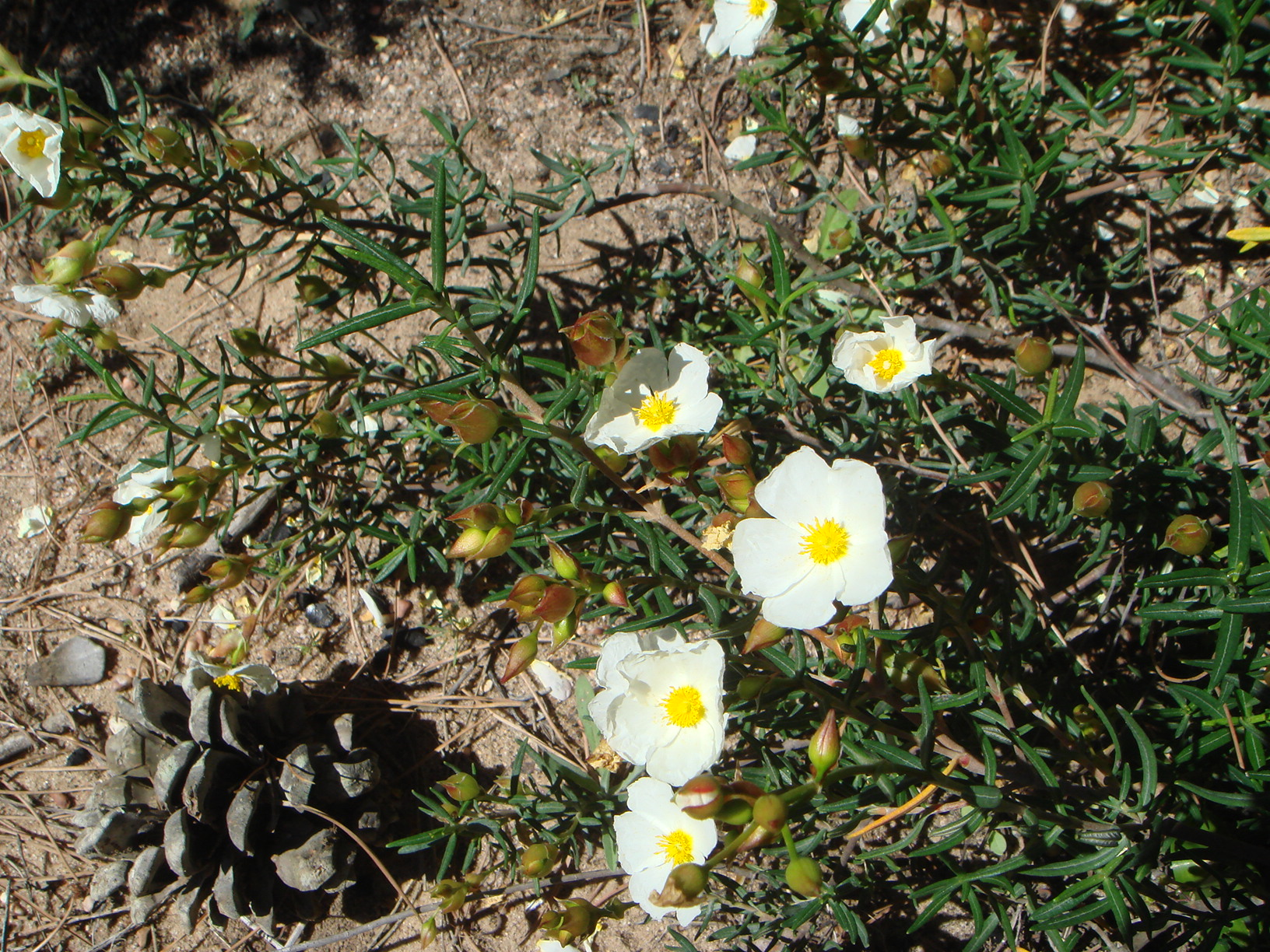
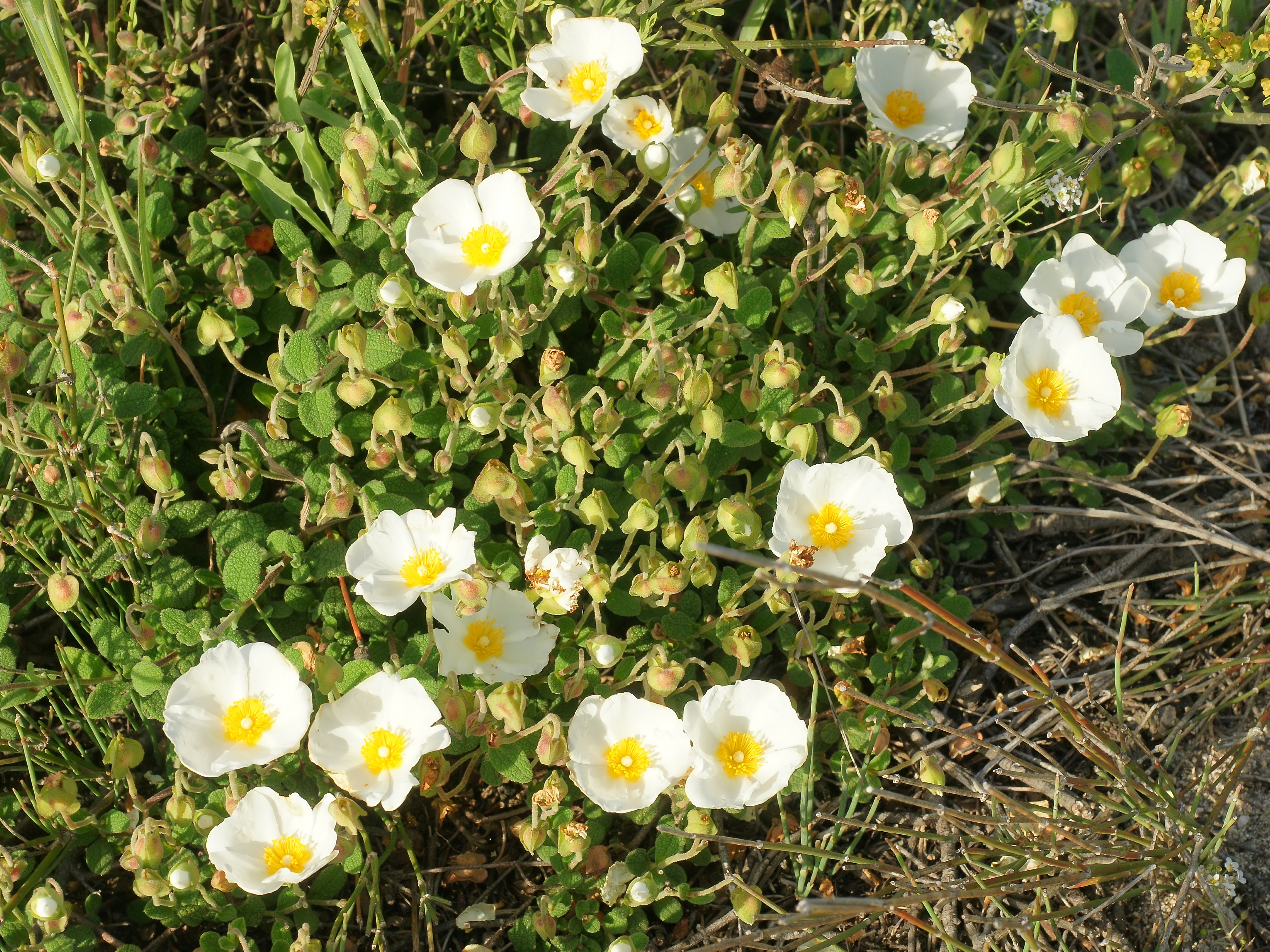